# مجلة الشرطة الجزائرية
مجلة الشرطة الجزائرية مجلة شهرية تصدرها المديرية العامة للشرطة الجزائرية باللغة العربية، تتناول العديد من المواضيع المتصلة بنشاط الشرطة الجزائرية.
ثقافيا، واجتماعيا وإخباريا، تخرج الدفعات من مدارس الشرطة، ونشاطات الشرطة العلمية والقضائية، بلغ عدد المجلات الصادرة في آخر سنة 2015 إلى 129 عدد.